# Блейк Едуардс
Блейк Едуардс (на английски: Blake Edwards) е американски филмов режисьор. 

## Биография
Уилям Блейк Кръмп по-известен със сценичното си име Блейк Едуардс е американски режисьор роден в Тълса, Оклахома. Започва кариерата си през 1940-те години като актьор, но скоро започва да пише сценарии и радио сценарии, преди да се насочи към продуциране и режисура в телевизията и киното. Най-известните му филми са „Закуска в Тифани“, „10“ и изключително успешният филмов сериал „Розовата пантера“ с британския актьор Питър Селърс. Често е смятан за режисьор на комедии, той режисира и няколко драматични, музикални и детективски филма. Късно в кариерата си преминава към писане на сценарии, продуциране и режисура за театър.
През 2004 г. той получава Почетна награда на Академията в знак на признание за сценариите и режисурата в киното.

## Избрана филмография
| Година | Филм              | Оригинално заглавие    |
| ------ | ----------------- | ---------------------- |
| 1959   | Операция Фуста    | Operation Petticoat    |
| 1961   | Закуска в Тифани  | Breakfast at Tiffany's |
| 1964   | Изстрел в мрака   | A Shot in the Dark     |
| 1987   | Среща с непозната | Blind Date             |